# ريتشارد لي جاكسون
ريتشارد لي جاكسون (بالإنجليزية: Richard Lee Jackson) هو ممثل أمريكي، ولد في 29 مايو 1979 في الولايات المتحدة.

## وصلات خارجية
- ريتشارد لي جاكسون على موقع IMDb (الإنجليزية)
- ريتشارد لي جاكسون على موقع ألو سيني (الفرنسية)
- ريتشارد لي جاكسون على موقع أول موفي (الإنجليزية)
- ريتشارد لي جاكسون على موقع قاعدة بيانات الفيلم (الإنجليزية)
- ريتشارد لي جاكسون على موقع كينوبويسك (الروسية)